# Ślepa góra
Ślepa góra (chiń. 盲山; pinyin Máng shān) – chiński dramat obyczajowy z 2007 roku w reżyserii Li Yanga.

## Fabuła
Źródło: Filmweb
Młoda studentka, Bai Xuemei (Huang Lu), zatrudnia się do sezonowej pracy przy zbiorze ziół. Zostaje jednak odurzona i po pewnym czasie budzi się w chacie na odludziu. Kiedy znajdujący się tam mężczyzna twierdzi, że kupił ją na żonę, Bai bezustannie próbuje wydostać się z wioski. Mimo iż miejscowe kobiety mówią, że ucieczka jest trudna, dziewczyna podejmuje kolejne, desperackie próby. Tymczasem rodzice jej męża postanawiają, że Bai urodzi dziecko, gdyż w ten sposób zrezygnuje z ucieczki.

## Obsada
Źródło: The Internet Movie Database
- Huang Lu – Bai Xuemei
- Yang You’an – Huang Degui
- Zhang Yuling – Ding Xiuying
- He Yunle – Huang Decheng
- Jia Yingao – Huang Changyi
- Zhang Youping – Li Qingshan

## Nagrody
Źródło: The Internet Movie Database
- 2007 – Grand Prix na Międzynarodowym Festiwalu Filmowym w Bratysławie
- 2008 – Nagroda Filmowa Rady Europy FACE